# Dunedin Double
Dunedin Double è un doppio extended play pubblicato in Nuova Zelanda dalla Flying Nun Records nel 1982. Risulta essere un disco fondamentale nella musica della Nuova Zelanda. L'album, contenente 13 brani interpretati complessivamente da quattro gruppi musicali, è formato da due dischi a 45 giri da 12 pollici, con una durata complessiva di quasi 50 minuti.

## Storia
Venne pubblicato nel marzo 1982 e fu una delle prime produzioni dell'etichetta Flying Nun Records che era stata da poco fondata (numero di catalogo DUN-1) e che nel corso dei successivi dieci anni divenne la più importante etichetta discografica indipendente della New Zealand. Molti dei migliori gruppi dell'etichetta provenivano dalla città di Dunedin. Per le band della città pubblicate dalla Flying Nun venne coniato il termine Dunedin suond, a indicare uni certo stile, e molti di loro ottennero successi non solo nazionali ma anche internazionali. 
Dunedin Double per ogni faccia presentava un diverso gruppo: The Chills, Sneaky Feelings, The Stones e The Verlaines. La canzone dei Chills, Kaleidoscope World, in particolare divenne molto popolare e in seguito divenne anche il titolo della prima compilation della band che raccoglieva i loro primi singoli ed EP. 
Chris Knox e Doug Hood avevano registrato l'ep dei The Clean, Boodle Boodle Boodle, su un registratore a 4 tracce e, tramite i The Clean, Roger Shepherd della Flying Nun conobbe i The Chills quando questi erano ad Auckland. Si decise di registrare in due turni nel marzo 1982 - The Chills con The Stones, e poi The Verlaines con Sneaky Feelings, effettuando anche dei concerti in città per coprire i loro costi; la prima sessione di registrazione venne effettuata a casa di Paul Kean, ex bassista dei Toy Love, mentre la seconda venne fatta un paio di settimane dopo a casa del tecnico del suono dei The Androidss, Rex Visible. Phillipps dei Chills scelse tre vecchie canzoni scritte con The Same, il suo precedente gruppo, "Kaleidoscope World", "Satin Doll" e "Frantic Drift".
Sebbene la qualità del suono fosse nettamente lo-fi essendo stato registrato su un 4 tracce portatile da Chris Knox e Doug Hood, la pubblicazione di questo disco diede impulso alla crescita sia della neonata etichetta discografica che delle quattro band, oltre a divenire fonte di ispirazione e slancio per la scena musicale di Dunedin.
La custodia dell'album venne originariamente concepita con un'apertura che poteva essere piegata in entrambi i modi, in modo che The Chills o The Stones sarebbero stati sulla parte esterna della copertina; le quattro immagini usate per la copertina vennero ideate da ciascun gruppo. Il disco fu pubblicato nel giugno 1982 ma non ottenne recensioni completamente positive e anche le vendite non furono esaltanti.

## Track list

### EP 1
Lato 1: The Chills
1. "Kaleidoscope World"
2. "Satin Doll"
3. "(Frantic) Drift"

Lato 2: Sneaky Feelings
1. "Pity's Sake"
2. "There's a Chance"
3. "Backroom"

### EP 2
Lato 1: The Stones
1. "Down and Around"
2. "See Red"
3. "Something New"
4. "Surf up"

Lato 2: The Verlaines
1. "Angela"
2. "Crisis After Crisis"
3. "You Cheat Yourself of Everything that Moves"